# Bahnivec
Bahnivec (Redunca) je rod turovitých sudokopytníků, u kterého rozeznáváme tři žijící druhy:
- bahnivce jižníno (Redunca arundinum)
- Bahnivce severního (Redunca redunca)
- bahnivce horského (Redunca fulvorufula)

Jsou to středně velcí savci obývající travnaté planiny nebo horské svahy Afrického kontinentu téměř vždy poblíž vody. Živí se trávou, listy a mladými výhonky.